# Terry Place-Brandel
Terry Place-Brandel (jetzt Terry Schättler) (* 15. September 1957 in Hawthorne, Kalifornien) ist eine ehemalige deutsch-amerikanische Volleyballspielerin.
Terry Place hatte 289 Länderspiele für die Mannschaft der Vereinigten Staaten bestritten und war Weltmeisterschaftsfünfte 1978 geworden. Dann heiratete sie den Pressesprecher des Deutschen Volleyball-Verbandes, Christian Brandel. Nach ihrer Einbürgerung absolvierte sie 312 Länderspiele für Deutschland. 1984 nahm sie mit der bundesdeutschen Volleyballnationalmannschaft an den Olympischen Spielen in Los Angeles teil und belegte dort den sechsten Platz. 1983 wurde sie zur Volleyballerin des Jahres gewählt. Die Universalspielerin gewann mit dem SV Lohhof sechs deutsche Meisterschaften.
Terry Schättler arbeitet heute als Physiotherapeutin in München. 2015 gewann sie in den USA mit der Seniorinnen-Nationalmannschaft die Ü50-Weltmeisterschaft.